# امنیت تقسیم‌ناپذیر
امنیت تقسیم‌ناپذیر (به انگلیسی: Indivisible security) یا تقسیم‌ناپذیری امنیت (به انگلیسی: indivisibility of security) اصطلاحی است که برای اولین بار در طول جنگ سرد استفاده شد. این اصطلاح ابتدا در توافق‌نامه هلسینکی به‌صورت «تقسیم‌ناپذیری امنیت در اروپا» گنجانده شد، این اصطلاح بیان می‌کند که امنیت یک ملت از سایر کشورهای منطقه آن جدایی‌ناپذیر است. در سال ۲۰۲۲، روسیه از این اصطلاح برای توجیه تقویت نظامی خود در نزدیکی اوکراین استفاده کرد که در نهایت منجر به یک تهاجم تمام‌عیار شد. این اصطلاح همچنین توسط چین ترویج می‌شود؛ به‌عنوان نمونه، امنیت تقسیم‌ناپذیر بخشی از ابتکار امنیت جهانی چین است.